# Phép đo sâu

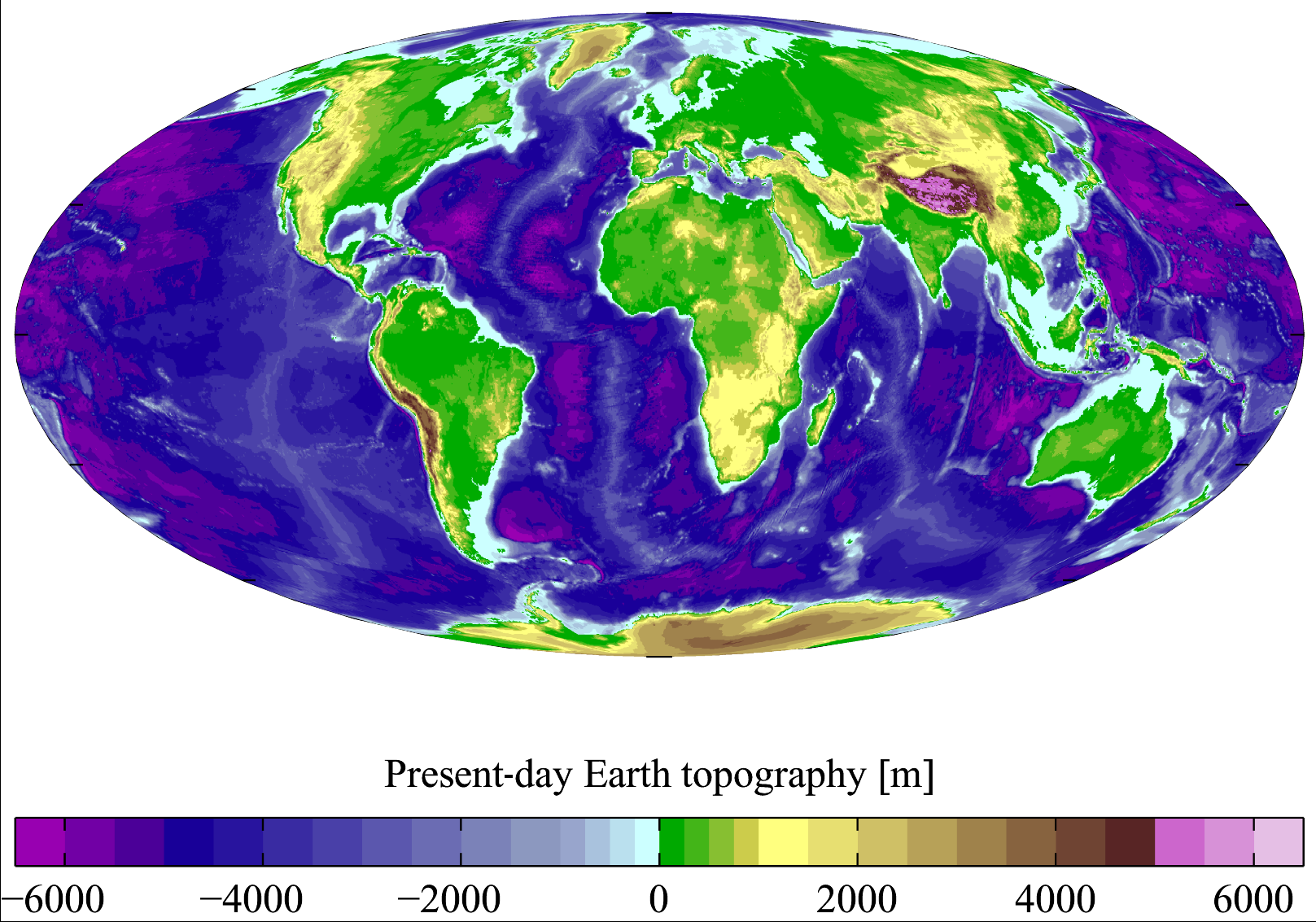
Độ sâu trên Trái Đất hiên tại (nguồn National Geophysical Data Center TerrainBase Digital Terrain Model.)

Phép đo sâu nghiên cứu địa hình đáy của hồ hoặc đáy biển. Bản đồ địa hình đáy được dùng để hỗ trợ cho an toàn hàng hải trên mặt hoặc dưới nước, và thường thể hiện địa hình đáy biển ở dạng các đường đẳng sâu. Các bản đồ địa hình đáy có thể cũng sử dụng DEM và các kỹ thuật chiến sáng nhân tạo để thể hiện độ sâu (nổi).